# Charles Louis Schulmeister
Charles Louis Schulmeister (Karl Ludwig Schulmeister), né le 5 août 1770 à Neufreistett (aujourd'hui un quartier de Rheinau) dans le pays de Bade et mort le 8 mai 1853 à Strasbourg-Meinau, est resté célèbre pour sa carrière d'espion au  service de Napoléon Ier.

## Le contrebandier
Il est fils d'un sous-intendant qui le fit entrer à 15 ans comme cadet dans les hussards de Conflans qu'il quitte presque aussitôt pour terminer ses études. En 1788, il est actuaire (secrétaire chargé de rédiger des actes publics) au bailliage de Kork, sur la rive droite du Rhin. Il n'y reste que peu de temps et se livre ensuite à l'agriculture. En 1792, il se marie à la fille du directeur des mines de Sainte-Marie-aux-Mines.
Profitant des troubles en France, il se livre à la contrebande, activité rentable mais dangereuse. Il commence au 3, rue des Récollets à Strasbourg, comme simple « transporteur », puis rapidement comme chef d’un véritable réseau sur les deux rives du Rhin. Il pratique la contrebande à une grande échelle, fondant ainsi le début de sa fortune. En 1800, il ouvre une manufacture mais ses activités de contrebandier le mènent à des activités d'espionnage sur le Rhin et en Allemagne de manière sporadique. Ce n'est qu'en 1804 qu'il s'y livre de manière exclusive.

## L'espion

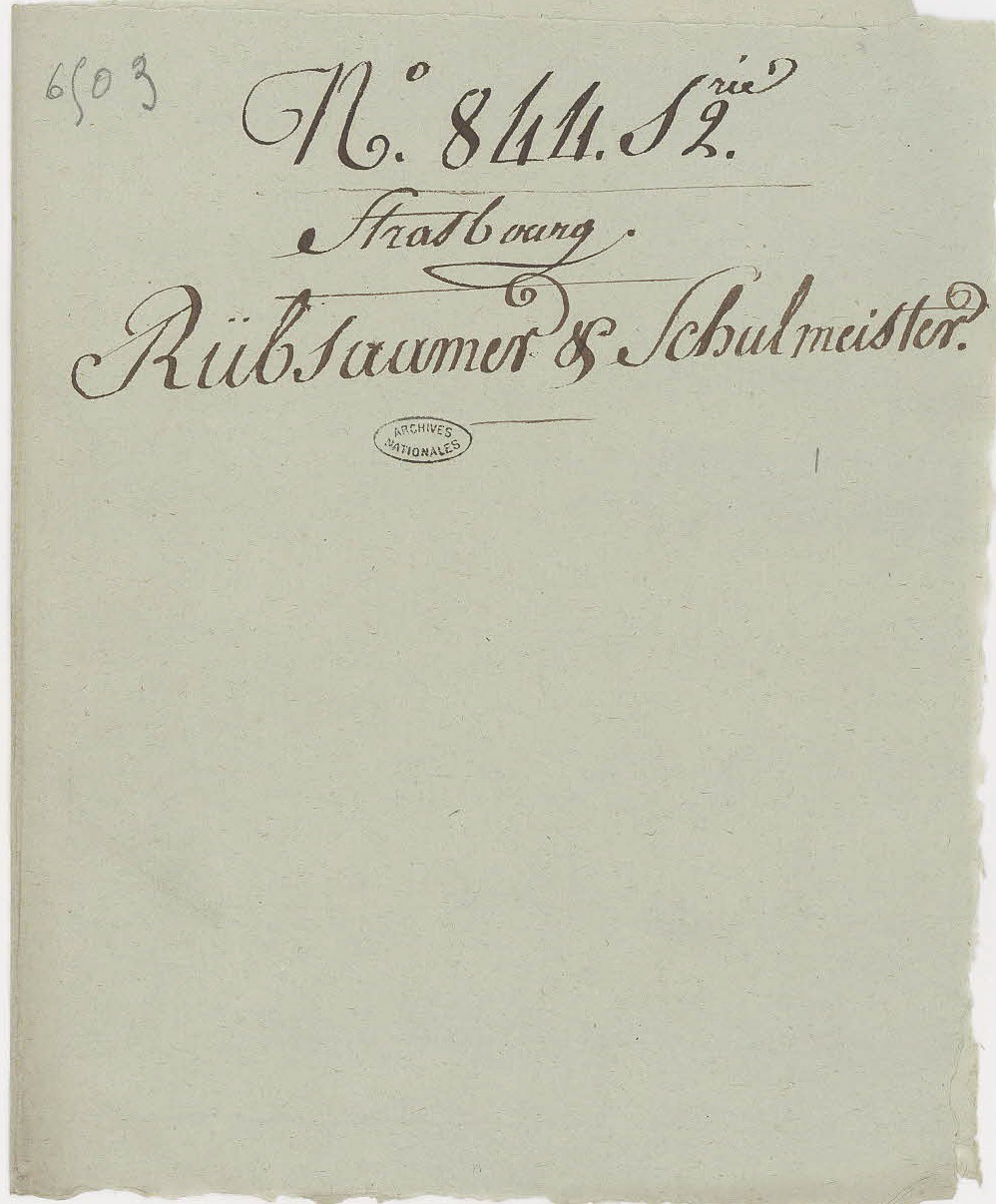
Couverture d’un dossier du bureau particulier du ministère de la Police au nom de Schulmeister, témoignant de son rôle «d’agent secret» auprès du ministre de la Police, 10 septembre 1807. Archives nationales de France.

Schulmeister est présenté à Paris en 1804 par l'aide de camp Jean Rapp, à Napoléon. Il y reçoit un grade dans l'armée et est attaché à Savary. Fin, rusé, et totalement dévoué à Napoléon, Schulmeister devient l'un des plus habiles et discrets agents de la police impériale. Il est ainsi chargé de missions de confiance restées mystérieuses.
Au début de la campagne de 1805, alors que le général autrichien Karl Mack est assiégé dans Ulm, il y pénètre par une poterne sous un déguisement et rencontre Mack à plusieurs reprises en se faisant passer pour un Hongrois. Ces rencontres seraient à l'origine de l'inexplicable capitulation de Mack après la bataille d'Ulm. Il amène Mack à croire à un coup d'État pour renverser Napoléon et lui fait croire que les armées de Napoléon seront bientôt parties. Il fait fabriquer un faux exemplaire de journal pour l'en convaincre. Ainsi, Mack peut-il rester dans Ulm en attendant ses alliés, ce qui constitue la plus grande faute militaire de Mack. Dans une autre mission, il est capturé par les Autrichiens qui envisagent de l'exécuter mais il parvient à s'échapper.
Son audace le pousse à aller jusqu'à participer à un conseil de guerre en présence de l'empereur d'Autriche, après avoir soudoyé un général autrichien.
Après la prise de Vienne, Napoléon le nomme commissaire général de la police de la ville, du 15 novembre 1805 à la mi-janvier 1806, où il assure l'ordre et la tranquillité pendant toute l'occupation avec des effectifs très faibles. Il commet cependant l'erreur de rester à Vienne alors que les troupes françaises s'en vont. Il est ainsi arrêté le 31 mars 1806 et restera emprisonné jusqu'au 31 juillet 1806.
Après le traité de Presbourg en 1805, il achète le domaine de la Canardière à la Meinau, au sud de Strasbourg, où il se retire.

## L'agent au combat
La campagne de Prusse le rappelle à l'armée où il reçoit le commandement d'un petit corps d'avant-garde composé d'une partie du 1er régiment de hussards et du 7e chasseurs à cheval. Après la bataille de Waren, il reçoit l'ordre de poursuivre le général Usedom puis de s'emparer de Wismar. Escorté de sept hommes, il prend la ville de Wismar dans la nuit du 4 novembre 1806 en faisant prisonniers une quinzaine d'officiers et une centaine d'hommes composant la garnison de la ville. Attaqué par un escadron de hussards, il parvient à les repousser. Le lendemain, Savary, à la tête de cinquante hommes et d'une bonne artillerie, marche contre le corps d’Usedom fort de trois mille hommes qui se rend presque sans combat.
De Wismar, Schulmeister s'empare, avec vingt-cinq hussards, de Rostock où il trouve dix-huit navires dans le port. La ruse, la séduction qu'il déploya dans d'autres cas semblables furent déterminantes, plus que la force brute. Il participe au siège de Dantzig et après la capitulation de la ville, il rejoint la Grande Armée pour la seconde campagne de Pologne. Il est sous le commandement de Savary à la bataille de Friedland où il est blessé (14 juin 1807).

## Le policier
Au lendemain de l'occupation de Koenigsberg, le 16 juin 1807, « Monsieur Charles », un nom qu'il affectionne même devant l'empereur, est nommé commissaire général, fonction qu'il remplit jusqu'au traité de Tilsit. À l'entrevue d'Erfurt (27 septembre-14 octobre 1808), il est chargé de la sécurité des deux souverains.
Après la reddition de Vienne, le 15 mai 1809, Andréossy, nouveau gouverneur de la ville, reçoit l'ordre de Napoléon de former « un comité de police, composé de trois membres, un de l'ancienne police, un Français et un autre, qu'on nommera ». Andréossy propose de nommer « M. Schulmeister commissaire général du comité de police ». Ainsi, le 18 mai 1809, la police lui en est une seconde fois confiée, tâche qu'il assume avec modestie, sagesse et talent.
À la paix de Vienne, il se retire officiellement à Strasbourg, mais continue ses activités secrètes par de fréquents voyages à l'étranger sous le couvert de ses affaires.

## Les risques du métier
Sous la Première Restauration, il maintient ses contacts actifs et complote pour le retour de l'Empereur. Après le 20 mars 1815, il effectue encore des missions pour l'Empereur pendant les Cent-Jours. Mais cela lui vaut d'être remarqué par les puissances du Congrès de Vienne qui le mettent sous surveillance.
Au cours d'un de ses voyages, Blücher le fait arrêter  par ruse, le 27 juillet 1815. Il est mis en prison pendant quelques mois mais l'instruction judiciaire dont il est l'objet est finalement abandonnée. Libéré en novembre 1815, il rentre à Paris et partage désormais son temps entre Paris, Strasbourg et la campagne.

## La retraite
Retiré des affaires publiques, il organise des fêtes somptueuses dans son domaine du Piple, à Boissy-Saint-Léger jusqu'en 1819, date à laquelle il vend son domaine à un banquier, le baron Jean-Conrad Hottinguer. Sa fortune lui permet d'être l'ami des nécessiteux et un commanditaire des Beaux-Arts. Mais sa fortune est léguée à ses filles et le solde dépensé quand il meurt le 8 mai 1853 : sa seule ressource était alors encore un débit de tabac strasbourgeois qu'il s'était fait attribuer.
Sur ses vieux jours, il ressemblait à un notaire de campagne[réf. nécessaire].
Après le coup d'État du 2 décembre 1851, alors que l'empereur Napoléon III effectue un voyage officiel en Alsace, Schulmeister, qui n'a pas demandé audience, a la surprise d'une visite personnelle de l'Empereur.
Il est enterré au cimetière Saint-Urbain de Strasbourg sans avoir été nommé chevalier de la Légion d'honneur qui lui faisait tant envie et que Napoléon lui refusa.

## Représentation à la télévision
Sa vie a inspiré la trame de la série télévisée Schulmeister, espion de l'empereur, diffusée en France de 1971 à 1974, son rôle étant interprété par Jacques Fabbri.
Il a été également incarné par Maurice Teynac, pour une brève apparition, dans l'Austerlitz d'Abel Gance en 1960.

## Hommage
A Strasbourg, une rue et un parc sont nommés d'après lui au quartier de la Meinau, là où se trouvait sa propriété et son château.